# Гальперин, Александр Владимирович
Алекса́ндр Влади́мирович Гальпе́рин (10 (23) сентября 1907, Баку, Российская империя — 1 марта 1995, Москва, Россия) — советский кинооператор, педагог. Заслуженный деятель искусств РСФСР (1968). Автор научных и учебных публикаций в области киносъёмки. Лауреат Сталинской премии первой степени (1949).

## Биография
Родился 10 (23 сентября) 1907 года в Баку.
В начале 1920-х годов работал фотокорреспондентом журналов «30 дней», «Огонёк», «Красный журнал». Был направлен на учёбу в Германию, участвовал в массовках на съёмках фильмов «Безрадостный переулок», «Последний человек», «Варьете», начал обучение азам операторского искусства у Карла Фройнда. В кино с 1926 года. Редактировал технический раздел в журнале «Кинофронт»; после публикации статьи «Сценарий технического трюка» был приглашён на съёмку сложных кадров фильма об уличном движении. Работал на съёмках картины «Бог войны», снял короткометражные фильмы на студии Госвоенкино, фильм «Опиум» по сценарию Лили Брик (1929), первую звуковую художественную картину киностудии «Мосфильм» «Дела и люди».
В 1936 году по окончании Государственного института кинематографии стал преподавать в нём операторское мастерство. В 1940 году защитил диссертацию на соискание ученой степени кандидата искусствоведения на тему «О глубине изображаемого пространства».
В 1941 году снял новеллы «Приказ выполнен» (1941), «Молодое вино» (1942) для Боевого киносборника. В 1943 году вступил в ВКП(б). Был откомандирован на Дальний Восток и по указанию военных и партийных руководителей несколько месяцев снимал там секретные оборонительные береговые объекты, манёвры военных кораблей якобы для большого документального фильма, смысл и назначение которого никто не мог объяснить. Ни фильм, ни отснятый материал потом никто никогда не видел. Уже после войны с Японией оператор догадался, что все эти секретные съёмки он делал персонально для Сталина.
25 апреля 1945 года в звании полковника был назначен уполномоченным Министерства кинематографии СССР в Германии, организовал выпуск киножурнала «Очевидец» на немецком языке. Принимал участие в работе над первым художественным фильмом киностудии ДЕФА «Убийцы среди нас» режиссёра Вольфганга Штаудте. В 1946 году возвратился в Москву и продолжил преподавательскую деятельность во ВГИКе, набрав студентов в свою первую мастерскую. С 1960 года — профессор. Читал курс лекций «Основы операторского мастерства» на Высших курсах сценаристов и режиссёров

.
Умер 1 марта 1995 года в Москве. Похоронен на Донском кладбище.

## Семья
Жена — Софья Борисовна Молдовер (1906—1997).

## Награды и премии
- орден «Знак Почёта» (14.04.1944)
- Сталинская премия первой степени (1949) — за съёмки фильма «Суд чести» (1948)[8]
- заслуженный деятель искусств РСФСР (1968)

## Творчество
Александр Гальперин — новатор кино. Впервые применил оригинальные комбинированные съёмки в фильме 1935 года «Космический рейс».

## Фильмография
- 1927 — Скандальная кровь
- 1928 — Дом на вулкане (Дом на Забрате)
- 1928 — Цыганская кровь (Закон, не знающий закона)
- 1929 — Бог войны (Белый всадник)
- 1929 — Крестины клаксона оператор
- 1930 — В горах говорят
- 1932 — Дела и люди
- 1935 — Космический рейс
- 1939 — Трактористы
- 1940 — Бабы
- 1941 — Боевой киносборник № 4 «Победа за нами», 3-я новелла «Приказ выполнен»
- 1941 — Боевая песня о славе русского оружия (новелла в киноальманахе БКС № 6)
- 1943 — Воздушный извозчик
- 1948 — Суд чести
- 1958 — Юность наших отцов

## Публикации
- О рациональном использовании глубины резкости кино-съёмочных объективов: Практическое руководство. — М.—Л.: Кинопечать, 1927. — 16 с.
- Рациональное использование киносъёмочных объективов. — М.: Теа-кинопечать, 1927.
- Определение фотографической экспозиции: Экспонометрия для кино- и фотолюбителей. — М.: Искусство, 1955. — 112 с.
- Глубина резко изображаемого пространства при кино- и фотосъёмке. — М.: ВГИК, 1958. — 150 с.
- Określanie ekspozycji w fotografii. / Aleksander Halperin. Z ros. tłum. Tadeusz Korecki. Warszawa: Filmowa agencja wydawnicza, 1958. — 118 с. (пол.)
- Из истории кинооператорского искусства (Начальные этапы становления профессии оператора-художника. Первые шаги советской школы операторского мастерства): Учебное пособие. — М.: ВГИК, 1983. — 68 с.